# Carl Blasco
Pour les articles homonymes, voir Blasco.
Carl Blasco né le 11 septembre 1971 à Toulon est un triathlète français.

## Biographie
Médaillé de bronze aux championnats de France 2002, vainqueur du triathlon de Gérardmer en 2005, Carl Blasco a deux participations olympiques à son actif (Sydney 2000, Athènes 2004), ainsi qu'une quatrième place aux championnats du monde en 2000. 
Il est avec Jessica Harrison et Carole Péon qui forment un couple depuis plusieurs années, un des trois triathlètes ayant acceptés d'évoquer leur homosexualité lors d'une émission documentaire de la chaîne de télévision Canal+ dénommée Sport et homosexualité diffusée en 2010. Il évoque à cette occasion les raisons et choix qui l'on poussé à faire son coming out peu avant les jeux olympiques de Sydney, auxquels il a participé. 
Ayant mis un terme à ce carrière sportive en 2007, il dirige désormais un cabinet de psychothérapie à vocation sportive essentiellement.

## Palmarès
Le tableau présente les résultats les plus significatifs (podium) obtenus sur le circuit national et international de triathlon depuis 1994,.
| Année | Compétition                                 | Pays     | Position           | Temps           |
| ----- | ------------------------------------------- | -------- | ------------------ | --------------- |
| 2005  | Grand Prix de triathlon - Étape de La Baule | France   | Médaille d'argent  | Timing          |
| 2005  | Triathlon de Gérardmer                      | France   | Médaille d'or      | Timing          |
| 2002  | Grand Prix de triathlon - Étape de La Baule | France   | Médaille d'or      | Timing          |
| 2001  | Grand Prix de triathlon - Étape de La Baule | France   | Médaille d'argent  | Timing          |
| 2001  | Coupe d'Europe - l'étape de Funchal         | Portugal | Médaille d'or      | 1 h 52 min 15 s |
| 1995  | Championnat de France                       | France   | Médaille de bronze | Timing          |
| 1994  | Championnat de France sprint                | France   | Médaille d'argent  | Timing          |